# Zabrodzie (gmina)
Zabrodzie – gmina wiejska w Polsce położona w województwie mazowieckim, w powiecie wyszkowskim z siedzibą w Zabrodziu. W latach 1975–1998 gmina administracyjnie należała do województwa ostrołęckiego.
Według danych z końca 2007 roku gminę zamieszkiwało 5599 osób.

## Struktura powierzchni
Według danych z roku 2002 gmina Zabrodzie ma obszar 92,03 km², w tym:
- użytki rolne: 67%
- użytki leśne: 24%

Gmina stanowi 10,5% powierzchni powiatu.

## Demografia

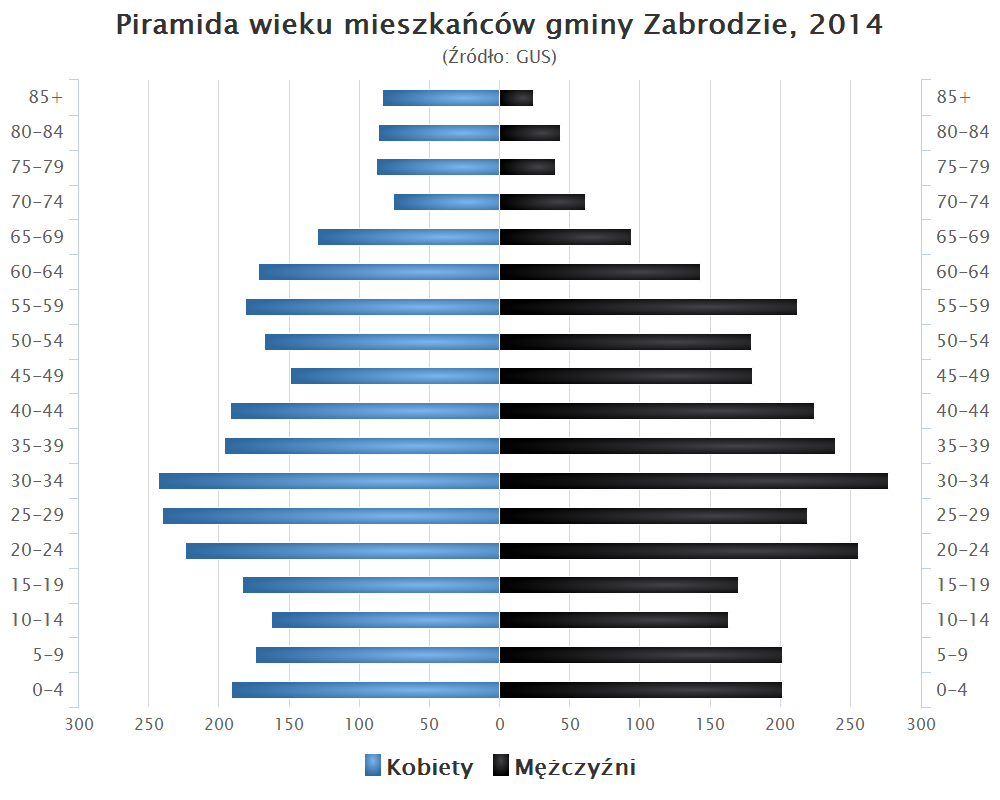
Piramida wieku mieszkańców gminy Zabrodzie w 2014 roku

Dane z końca 2007:
| Opis                              | Ogółem | Ogółem | Kobiety | Kobiety | Mężczyźni | Mężczyźni |
| --------------------------------- | ------ | ------ | ------- | ------- | --------- | --------- |
| Jednostka                         | osób   | %      | osób    | %       | osób      | %         |
| Populacja                         | 5599   | 100    | 2812    | 50,2    | 2787      | 49,8      |
| Gęstość zaludnienia [mieszk./km²] | 61     | 61     |         |         |           |           |

## Turystyka
Gmina Zabrodzie leży ok. 40 km od Warszawy i ok. 13 km od Wyszkowa. Posiada dogodne połączenia komunikacyjne zarówno ze stolicą kraju, jak i siedzibą powiatu. Gminę przecina międzynarodowa trasa S8 Warszawa – Białystok oraz linia kolejowa Tłuszcz – Ostrołęka (stacje kolejowe: Grzegorzewo i Mostówka).
Gminę tę na miejsce swego letniego wypoczynku upodobał sobie niegdyś Prymas Polski, kardynał Stefan Wyszyński. Gościł tu również kardynał Karol Wojtyła, nim został papieżem. Z gminą Zabrodzie łączy się też nazwisko innego słynnego Polaka – poety Cypriana Kamila Norwida, który urodził się w miejscowości Głuchy.
Gmina posiada doskonałe walory turystyczne. Przez jej obszar przepływa rzeka Bug i maleńka rzeczka Fiszor. Tutejszy krajobraz ukształtował się w wyniku działań lodowca i stanowi równinę z pasmami wydm i pagórków. Najwyższe wzniesienia usytuowane są w pobliżu Mościsk – Błotka (119,5 m n.p.m.). Pasma wydm ciągną się od Strachowa przez Górę Rudną, która osiąga wysokość 109 m n.p.m., do Mostówki (116,8 m n.p.m.) i Słopska. Pojedyncze wydmy występują w pobliżu wsi Adelin i Słopsk.
Walory przyrodnicze i krajobrazowe przyciągają mieszkańców aglomeracji warszawskiej, którzy spędzają tu wakacje na swoich działkach rekreacyjnych. Jest tu ich ok. 2 tys. Najwięcej domków letniskowych znajduje się wśród lasów i wydm w Mostówce i w leżącym blisko Bugu Słopsku, w położonych na międzyrzeczu Bugu i Fiszora Młynarzach czy w Choszczowem.
W okolicach Mostówki i Lucynowa piaszczyste wydmy porośnięte są unikatowymii wrzosowiskami mącznicowymi. W okolicach tej wsi teren jest tak urokliwy, że jego mieszkańcy zarówno stali, jak i sezonowi zawiązali społeczny komitet. Chcą obszar ten otoczyć szczególną opieką i uchronić od degradacji, tworząc rezerwat, park lub użytek ekologiczny, zwłaszcza że gmina Wyszków planuje w Lucynowie, graniczącym z Mostówką, budowę zakładu utylizacji śmieci, przeciwko czemu komitet stanowczo protestuje. Opracowano już nawet projekt rezerwatu przyrody „Wrzosowiska mącznicowe na wydmach lucynowsko-mostowieckich koło Wyszkowa”. Nie wiadomo jednak, czy komitetowi uda się przeforsować ten projekt, gdyż nie aprobuje go także właściciel terenu, czyli Nadleśnictwo Drewnica.
Na terenie gminy rośnie 6 zabytkowych dębów. Wszystkie zabytkowe, ponad 300-letnie dęby, mają w obwodzie ponad 4 m, rosną w Adelinie na prywatnych posesjach. Na terenie gminy Zabrodzie znajdują się dwa dawne parki przydworskie wpisane do rejestru zabytków: wokół Domu Pomocy Społecznej w Niegowie oraz wokół pałacu w Dębinkach.
Zabrodzie – siedziba gminy, licząca 566 mieszkańców. Znajduje się ok. 2 km od trasy S8 – od węzła drogowego w Niegowie. Należy skręcić w prawo w zjazd z drogi ekspresowej (jadąc od strony Wyszkowa), i znów w prawo po drodze mijając wieś Zazdrość. W Zabrodziu mieści się oddział Banku Spółdzielczego, Urząd Gminy, poczta oraz niepubliczny ośrodek zdrowia.
Pierwsza wzmianka historyczna dotycząca tej wsi pochodzi z 1578 roku. Nazwa Zabrodzie pochodzi od słów: „za brodem”, czyli za miejscem przeprawy przez rzekę. Zabrodzie należy do parafii Niegów.

## Obiekty turystyczne w gminie
- Niegów

Kościół parafialny pw. Św. Trójcy – zbudowany w latach 1863–1866 w stylu neoklasycystycznym. Wzrok przyciągają artystyczne witraże z herbami Polski i Litwy.
Parafia jest znacznie starsza, niż wskazywałaby na to data budowy obecnego kościoła. Pierwotny kościół drewniany został ufundowany w 1462 roku przez Fryczów – Mikołaja, kanonika warszawskiego i płockiego oraz jego bratanka Adama z Pieczysk. Parafię erygowano sześć lat później. Pierwotne drewniane kościoły strawiły pożary w 1690 i 1856 roku. Obecny kościół został zbudowany w latach 1863–1866 przez ks. Floriana Gieczyńskiego i odnawiany był w latach 1912, 1924 i 1945. Razem z kościołem zbudowano przykościelną dzwonnicę. W kościele znajduje się kilka zabytkowych eksponatów: wymienione wyżej witraże, XVIII-wieczne ornaty i tarcza zegara z tegoż okresu, rzeźba św. Kazimierza z I poł. XVII w., portret ks. Floriana Gieczyńskiego z ok. 1840 roku, portret św. Barbary, prymasa Królestwa Polskiego Szczepana Hołłowczyca oraz ówczesnego biskupa płockiego. Przy kościele znajduje się też plebania z II połowy XIX w.
Cmentarz parafialny:
- grób malarza Antoniego Gawińskiego (1876–1954)
- grób Matki Wincenty Jadwigi Jaroszewskiej, założycielki i pierwszej przełożonej generalnej Zgromadzenia Sióstr Benedyktynek Samarytanek Krzyża Chrystusowego, zmarłej w 1937 roku w wieku lat 37 (szczątki przeniesione w 2006 roku do kościoła w Niegowie.

- Dębinki

Pałac klasycystyczny z przełomu XVIII i XIX wieku (przebudowany w II poł. XIX w.), obecnie dom dziecka. Pałac zbudowany został przed 1841 rokiem dla stolnika bełskiego Ksawerego Dybowskiego, ojczyma matki i ojca chrzestnego C.K. Norwida. Wcześniej w tym samym miejscu istniał dwór wzniesiony w I połowie XVIII wieku dla starosty tyszowieckiego, generała wojsk saskich Jana Renarda.
Pałac otoczony jest zabytkowym parkiem, w którym zachowały się okazy starodrzewu. Przed pałacem jest podjazd z owalnym klombem. Obok pałacu stoją oficyny dworskie, zbudowane w drugiej poł. XVIII wieku, zdewastowane podczas II wojny, następnie odbudowane, obecnie są sypialniami dla wychowanków domu dziecka.
- Gaj Fiszor

Za Strugą (Fiszorem) stoi klasztor Sióstr Benedyktynek Samarytanek Krzyża Chrystusowego oraz prowadzony przez nie dom pomocy społecznej dla dzieci niepełnosprawnych, w którym w latach 1974–1978 przebywał i modlił się podczas wypoczynku Prymas Polski kardynał Stefan Wyszyński i jego gość kardynał Karol Wojtyła, ówczesny metropolita krakowski. Pokój, w którym wypoczywał Prymas, do dziś istnieje w niezmienionym stanie. Salonik i sypialnia, w których zachowały się pamiątki i wyposażenie, z którego korzystał Prymas, są odwiedzane coraz częściej przez turystów.

## Sołectwa
Adelin, Anastazew, Basinów, Choszczowe, Dębinki, Gaj, Głuchy, Karolinów, Kiciny, Lipiny, Młynarze, Mostówka, Mościska, Niegów, Obrąb, Płatków, Podgać, Przykory, Słopsk, Wysychy, Zabrodzie, Zazdrość.

## Sąsiednie gminy
Dąbrówka, Jadów, Tłuszcz, Wyszków